# Hoàn Giang
Huyện tự trị dân tộc Mao Nam Hoàn Giang (环江毛南族自治县) là một đơn vị hành chính thuộc địa cấp thị Hà Trì, tỉnh Quảng Tây, Trung Quốc. Huyện có dân số là 332067 người.

## Trấn
- Tứ Ân (思恩镇) 42736 người
- Thủy Nguyên (水源镇) 32169 người
- Lạc Dương (洛阳镇) 37857 người
- Xuyên Tây (川山镇) 31770 người
- Minh Luân (明伦镇) 31496 người
- Đông Hưng (东兴镇) 19383 người
- Thượng Triêu (上朝镇) 11877 người

## Hương
- Đại Tài (大才乡) 10960 người
- Thượng Nam (上南乡) 4266 người
- Hạ Nam (下南乡) 17492 người
- Mộc Luận (木论乡) 5331 người
- Đại An (大安乡) 20667 người
- Trường Mỹ (长美乡) 24981 người
- Long Nham (龙岩乡) 19729 người

## Hương dân tộc
- Hương dân tộc Miêu Tuần Lạc (驯乐苗族乡) 21353 người